# Бастон
Бастон (на френски: Bastogne) е град в Южна Белгия, окръг Бастон на провинция Люксембург. Населението му е около 14 100 души (2006).